# بحيرة الربيع (نيويورك)
بحيرة الربيع، هي بحيرة صغيره في شمال غرب دلهي في مقاطعة ديلاوير، نيويورك. يستنزف الجنوب الشرقي عبر جدول غير مسمى يتدفق إلى ستيل بروك.